# 中央商科短期大学
中央商科短期大学（ちゅうおうしょうかたんきだいがく、英語: Chuo Shoka Tanki Daigaku）は、東京都中央区新川1-28-5に本部を置いていた日本の私立大学である。1951年に設置され、2001年に廃止された。

## 概要

### 大学全体
- 東京都中央区に所在した日本の私立短期大学で、設置主体は学校法人中央学院[注 2]。
- 1951年に開学した[4]当初より、学科は商科のみとなっていた。
- 1999年度の入学生を最後に[注釈 2]、2001年に短期大学としての使命を終える[注釈 3]。

### 教育および研究
- 公認会計士・税理士の中央商科短期大学ともいわれ、税法税務・経営管理・中小企業診断・証券市場のエキスパートを育成するのに力をいれていたことで社会で高く評価されていた。

### 学風および特色
- 1900年創立の日本橋簡易商業夜学校が起源となっていることからも、短期大学においても夜学となっていた。
- 創始者である高楠順次郎は、『大正大蔵経』の編纂者でも名高いことからも、仏教主義の精神に基づいた教養ある商業人の養成を目標としていた[6]

## 沿革
- 1900年
  - 日本橋簡易商業夜学校を創立。
- 1902年
  - 中央商業学校となる[7]。
- 1951年
  - 2月21日 学校法人が成立する[8]。
  - 2月27日 左記を以て文部省[注 3]より短期大学の設置が認可される[注 4]。
  - 4月1日 中央商科短期大学が以下の学科体制にて開学[注 5]。
    - 商科第二部 入学定員80名
- 1954年
  - 5月1日 学生数[13]/定員
    - 商科第二部 171[注 6]/160
- 1985年
  - 5月1日 学生数[14]/定員
    - 商科第二部 263[注 7]/160
- 1986年
  - 5月1日 学生数[15]/定員
    - 商科第二部 237[注 8]/160
- 1987年
  - 5月1日 学生数[16]/定員
    - 商科第二部 223[注 9]/160
- 1992年
  - 5月1日 学生数[注 10]/定員
    - 商科第二部 270[注 11]/160
- 1999年
  - 4月1日 この年度で短期大学としての学生募集を最終とする[注釈 2]。
  - 5月1日 学生数[19]/定員
    - 商科第二部 120[注 12]/160
- 2001年
  - 10月30日をもって正式に廃校となる[注釈 3]。

## 基礎データ

### 所在地
- 東京都中央区新川1-28-5[注釈 1]

### 象徴
- 中央商科短期大学のカレッジマークは「大学」の縦文字に、その左に「商」・その右に「科」がそれぞれ篆刻化された文字が記されていた[注 13]。

## 教育および研究

### 組織

#### 学科
- 商科第二部 入学定員80名[注 14]
  - 商学専攻
  - 経営学専攻
  - 証券学専攻

#### 取得資格について
- 公認会計士および税理士国家試験受験資格に対応したカリキュラムが組まれていた。

#### 研究
- 『中央商科短期大学論集』[23]
- 『中央商科短期大学綜合学術研究所研究紀要【全号まとめ】』[24]
- 『経営経済研究』[25]
- 『商学論叢』[26]

## 学生生活

### 部活動・クラブ活動・サークル活動
- 中央商科短期大学で活動していたクラブ活動[18]

体育系
剣道・スキー・アウトドアほか
文化系
証券技術研究・パソコンほか

## 大学関係者と組織

### 大学関係者一覧

#### 大学関係者
歴代学長
- 長井真琴
- 湯村栄一
- 鈴木安太郎
- 加藤孝作
- 坂本清

教員
- 河野一英

#### 出身者
- 服部安司（元郵政大臣）
- 秋田伸一（俳優）
- 井上大助（俳優）※ 中退

## 施設

### キャンパス
- 姉妹校である中央商業高等学校（現在の中央学院中央高等学校）と同じ校舎が用いられていた。

### 寮
- 特になし[注 15]。

## 対外関係

### 他大学との協定
- メンフィス大学（アメリカテネシー州）

### 系列校
- 中央学院大学
- 中央学院大学中央高等学校

## 卒業後の進路について

### 就職について
- 在職者が多かったが、就職希望者も少なくはなかった。 佐藤工務店・日立製作所・めいらくグループ・スルガ銀行・日本生命保険・ウツミ屋証券・高木証券・東海東京証券・ジャックス・大塚商会・コンピュートロン・イオンモール・東京電力・国際興業・日本証券新聞社などがあげられる[27]。

### 編入学・進学実績
併設の中央学院大学ほか、桜美林大学・八戸大学（現・八戸学院大学）・つくば国際大学・城西国際大学・敬愛大学・清和大学・帝京平成大学・東京情報大学・大東文化大学・東京農業大学・東洋大学・目白大学などがあった

## 関連サイト
- 中央学院大学|歴史